# Bolitoglossa sombra
Bolitoglossa sombra är en groddjursart som beskrevs av Hanken, Wake och Savage 2005. Bolitoglossa sombra ingår i släktet Bolitoglossa och familjen lunglösa salamandrar. IUCN kategoriserar arten globalt som sårbar. Inga underarter finns listade.